# 伯恩美術館

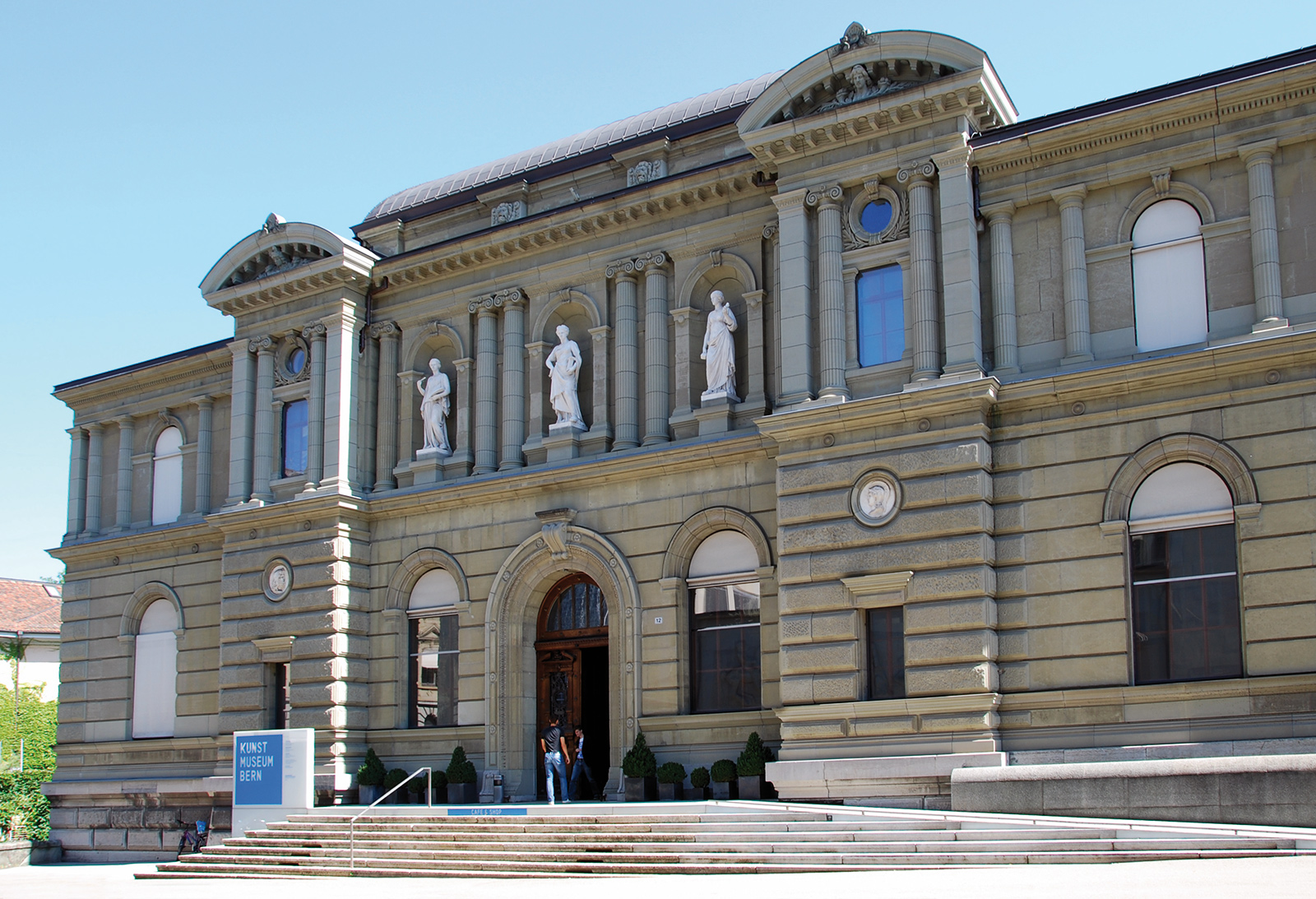

伯恩美術館（德語：Kunstmuseum Bern）是位於瑞士首都伯恩的一座美術館，成立於1879年。伯恩美術館是瑞士最古老的擁有永久展品的美術館，擁有自中世紀至當代的眾多美術展品。

## 外部連結
- Official site of the Museum of Fine Arts Berne, with information on its history and collections
- Interview with the Director of Berne Museum of Fine Arts

46°57′04″N 7°26′36″E / 46.9511°N 7.4434°E